# مارتي أولسبو روزلاند
مارتي أولسبو روزلاند (مواليد 7 ديسمبر 1990) هي لاعبة بياثلون نرويجية، فازت بالميدالية الفضية في أولمبياد 2018 الشتوية.